# Fernand Esseul
Fernand Esseul est un homme politique français, né le 19 octobre 1901 à La Pommeraye et décédé le 10 mars 1993 à Angers. Il exerce la profession d'expert agricole et foncier.

## Mandat
- 1945 - 1976 : maire de la commune de La Pommeraye
- 1962 - 1979 : président du conseil général de Maine-et-Loire
- 26 septembre 1965 - 1er octobre 1974 : sénateur de Maine-et-Loire

Situation en fin de mandat
- Membre de la commission des affaires économiques et du plan
- Membre du Groupe des Républicains et Indépendants

## Vie publique
Fernand Esseul fut l'initiateur de nombreux projets tels que la vaste enquête 'Économie et Humanisme'. Cette enquête donnera lieu à une politique départementale de respect des équilibres ville-campagne.
Il s'est impliqué dans le développement de la vallée de l'Authion (Président du syndical intercommunal pour l'adduction des eaux de la Loire, Président de l'Entente interdépartementale de la Vallée de l'Authion) en mettant, notamment, hors d'eau des terres adaptées à des cultures plus spécialisées, en particulier florales.